# Gare de Nishiōji
La gare de Nishiōji (西大路駅, Nishiōji-eki) est une gare ferroviaire localisée à Minami-ku dans la ville de Kyoto. La gare est exploitée par la JR West.
La gare a été nommée en rapport à la rue Nishiōji, qui traverse la voie ferrée par un passage souterrain.

## Histoire
La gare a été mise en service le 16 septembre 1938.

## Service des voyageurs

### Desserte
Le matin, la gare est seulement desservie par les trains locaux. 
L'après midi, les trains Rapid Service desservent la gare de Nishiōji.
Les trains Special Rapid Service ne s'arrêtent pas à la gare de Nishiōji.
La gare de Nishiōji dispose de deux quais centraux.
| 1 | ■Ligne JR Kyoto | Passage des trains                |
| 2 | ■Ligne JR Kyoto | pour Shin-Osaka, Osaka, Sannomiya |
| 3 | ■Ligne JR Kyoto | pour Kyoto, Kusatsu et Maibara    |
| 4 | ■Ligne JR Kyoto | Passage des trains                |

## Gares/Stations adjacentes
| Direction Osaka |  | JR West Ligne JR Kyōto                    |  | Direction Kyoto |
| Pas de service  |  | Special Rapid Service 新快速 Shin-Kaisoku |  | Pas de service  |
| Pas de service  |  | Rapid Service 快速 Kaisoku (le matin)     |  | Pas de service  |
| Katsuragawa     |  | Local 普通 Futsū                          |  | Kyoto           |

L'après midi, les trains Rapid Service s'arrêtent à la gare de Nishiōji et fonctionnent comme des trains locaux entre Takatsuki et Kyoto